# Sassenhausen
Sassenhausen is een plaats in de Duitse gemeente Bad Berleburg, deelstaat Noordrijn-Westfalen, en telt 261 inwoners (2007).